# Nassandres sur Risle
Nassandres sur Risle ist eine französische Gemeinde mit 2.291 Einwohnern (Stand: 1. Januar 2022) im Département Eure in der Region Normandie. Sie gehört zum Arrondissement Bernay sowie zum Kanton Brionne.
Zum 1. Januar 2017 wurden die bis dahin eigenständigen Kommunen Carsix, Fontaine-la-Soret, Nassandres und Perriers-la-Campagne zur neuen Gemeinde (commune nouvelle) Nassandres sur Risle zusammengeschlossen. Der Sitz dieser neu geschaffenen Gebietskörperschaft befindet sich im Ortsteil Nassandres.
Die Ortschaften Nassandres, Fontaine-la-Soret und Perriers-la-Campagne gehören zum Kanton Brionne und die Ortschaft Carsix zum Kanton Bernay.

## Geografie
Nassandres-sur-Risle liegt etwa 15 Kilometer ostnordöstlich von Bernay im Pays d’Ouche. Umgeben wird Nassandres-sur-Risle von den Nachbargemeinden Aclou und Brionne im Norden, Harcourt im Nordosten, Thibouville im Osten, Goupil-Othon im Osten und Südosten, Launay und Serquigny im Süden, Saint-Léger-de-Rôtes im Südwesten, Plasnes im Westen sowie Boisney im Nordwesten.

## Geschichte
Die Ortsgeschichte kann bei den einzelnen Ortschaften abgerufen werden.

## Gliederung
| Ortsteil                     | ehemaliger INSEE-Code | Fläche (km²) | Einwohnerzahl (2022) |
| ---------------------------- | --------------------- | ------------ | -------------------- |
| Carsix                       | 27131                 | 6,57         | .0261                |
| Fontaine-la-Soret            | 27253                 | 9,62         | .0370                |
| Nassandres (Verwaltungssitz) | 27425                 | 4,92         | 1.260                |
| Perriers-la-Campagne         | 27452                 | 4,47         | .0400                |

## Sehenswürdigkeiten

### Carsix
- Kirche Saint-Martin
- Schloss Carsix
- Herrenhaus aus dem 19. Jahrhundert

### Fontaine-la-Soret
- Kirche Saint-Martin  aus dem 11. Jahrhundert, spätere Umbauten, seit 1846 Monument historique
- Kapelle Saint-Éloi aus dem 11./12. Jahrhundert,  seit 1936 Monument historique
- Schloss und Park Fontaine-la-Soret aus dem 18. Jahrhundert, seit 1986/1995 Monument historique
- Herrenhaus aus dem 17. Jahrhundert

### Nassandres
- Kirche Saint-André aus dem 12. Jahrhundert
- Benediktinerpriorat Saint-Denis aus dem 12. Jahrhundert
- Arboretum
- Schloss Bigards aus dem 18. Jahrhundert
- Schloss La Rivière-Thibouville

### Perriers-la-Campagne
- Kirche Saint-Mellian-et-Saint-Maclou aus dem 12. Jahrhundert
- Reste eines Herrenhauses aus dem 18. Jahrhundert, 1944 zerstört

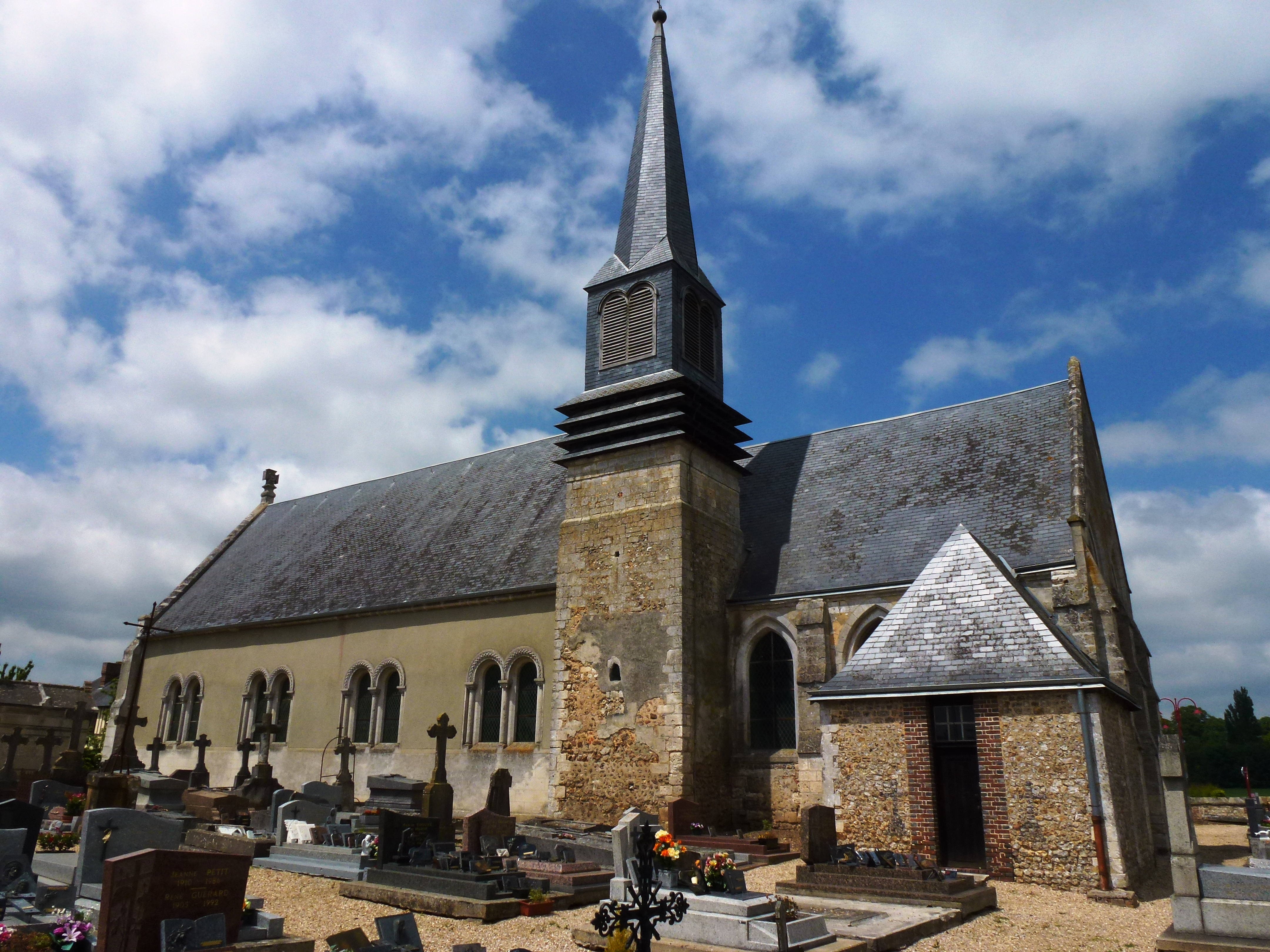
Kirche Saint-Martin in Carsix
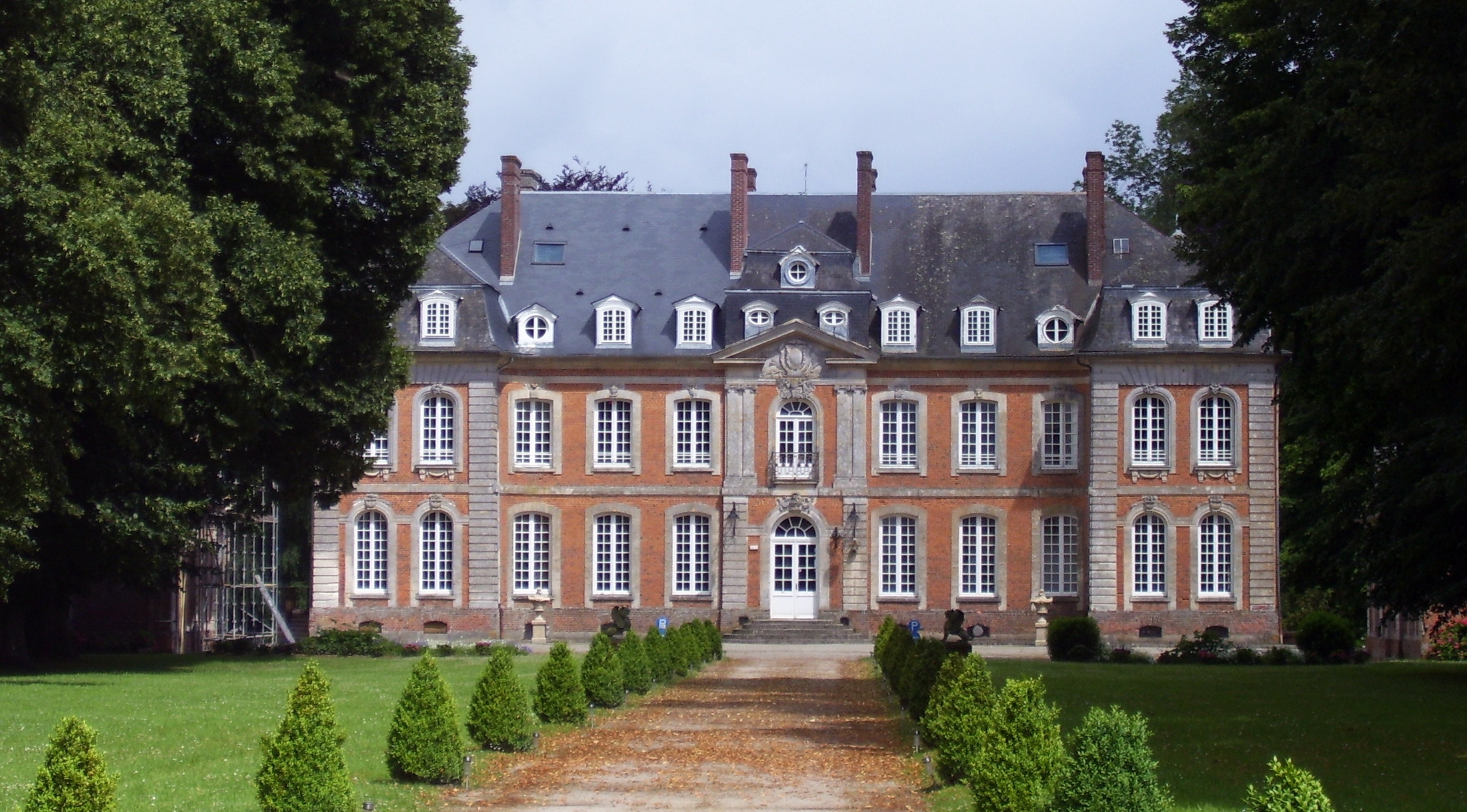
Schloss Carsix
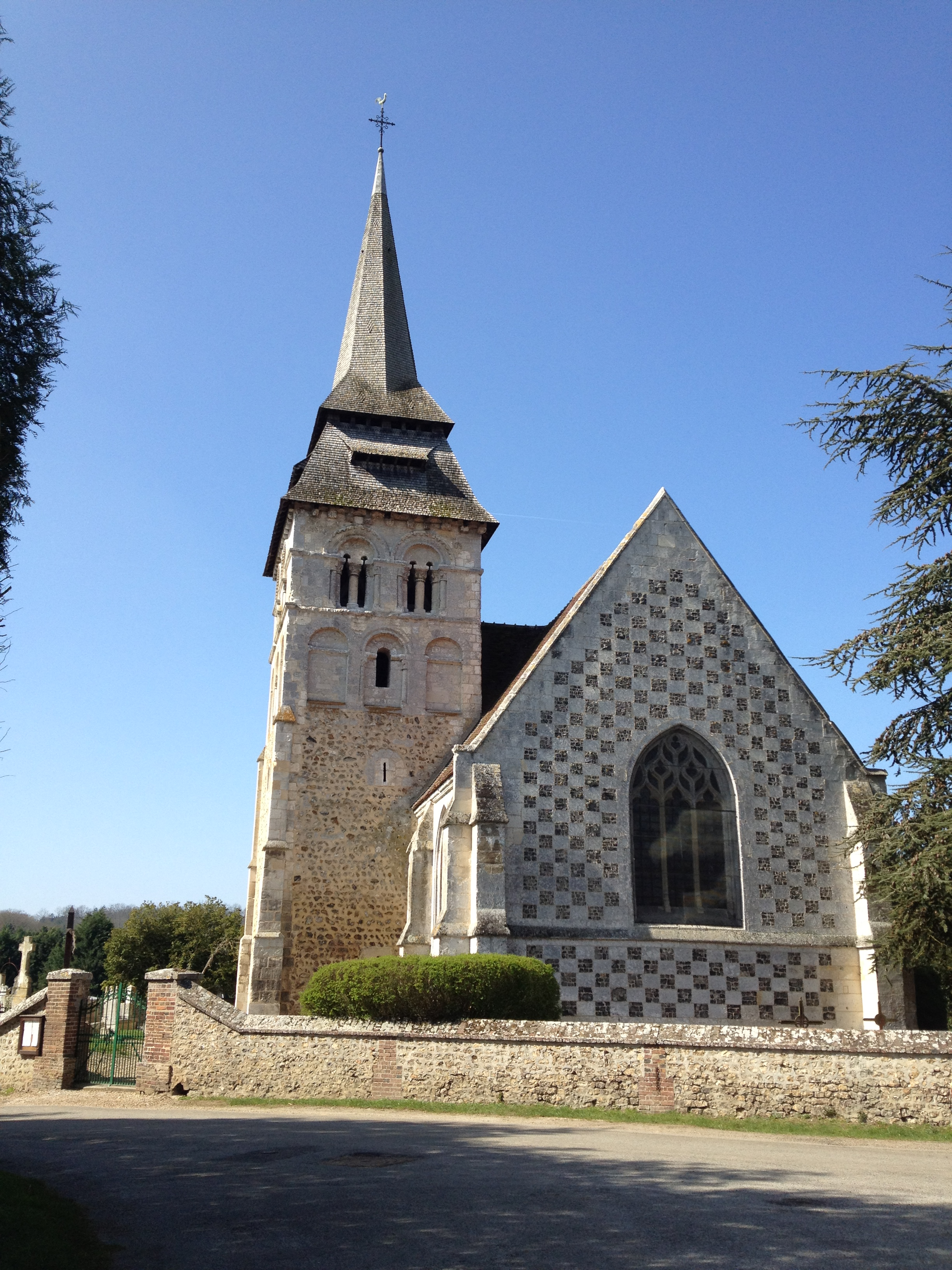
Kirche Saint-Martin in Fontaine-la-Soret
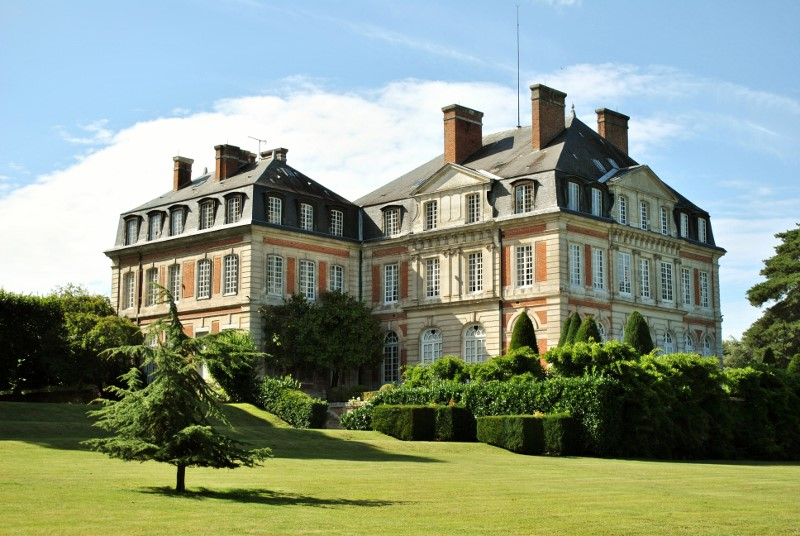
Schloss Fontaine-la-Sorêt
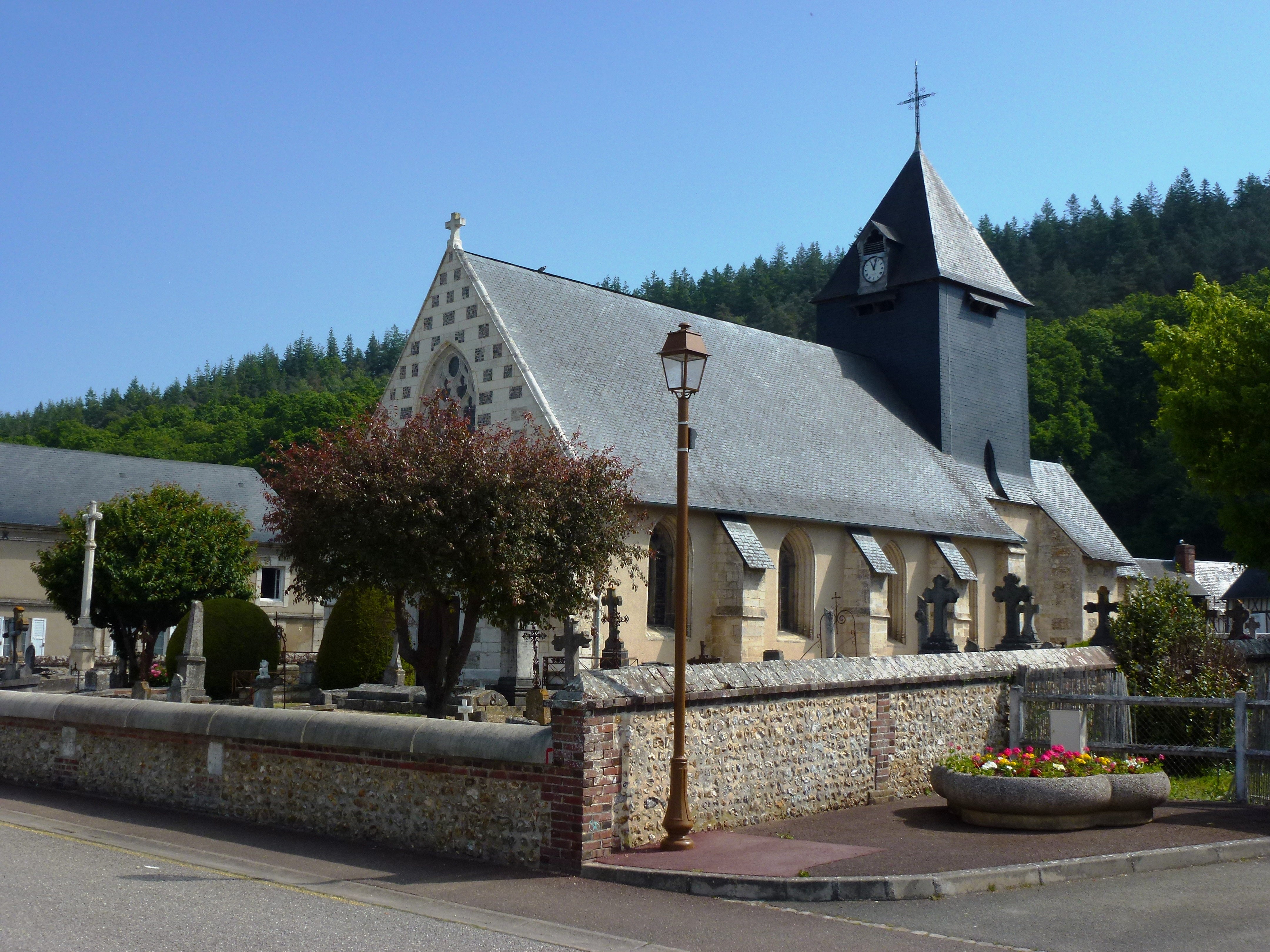
Kirche Saint-André
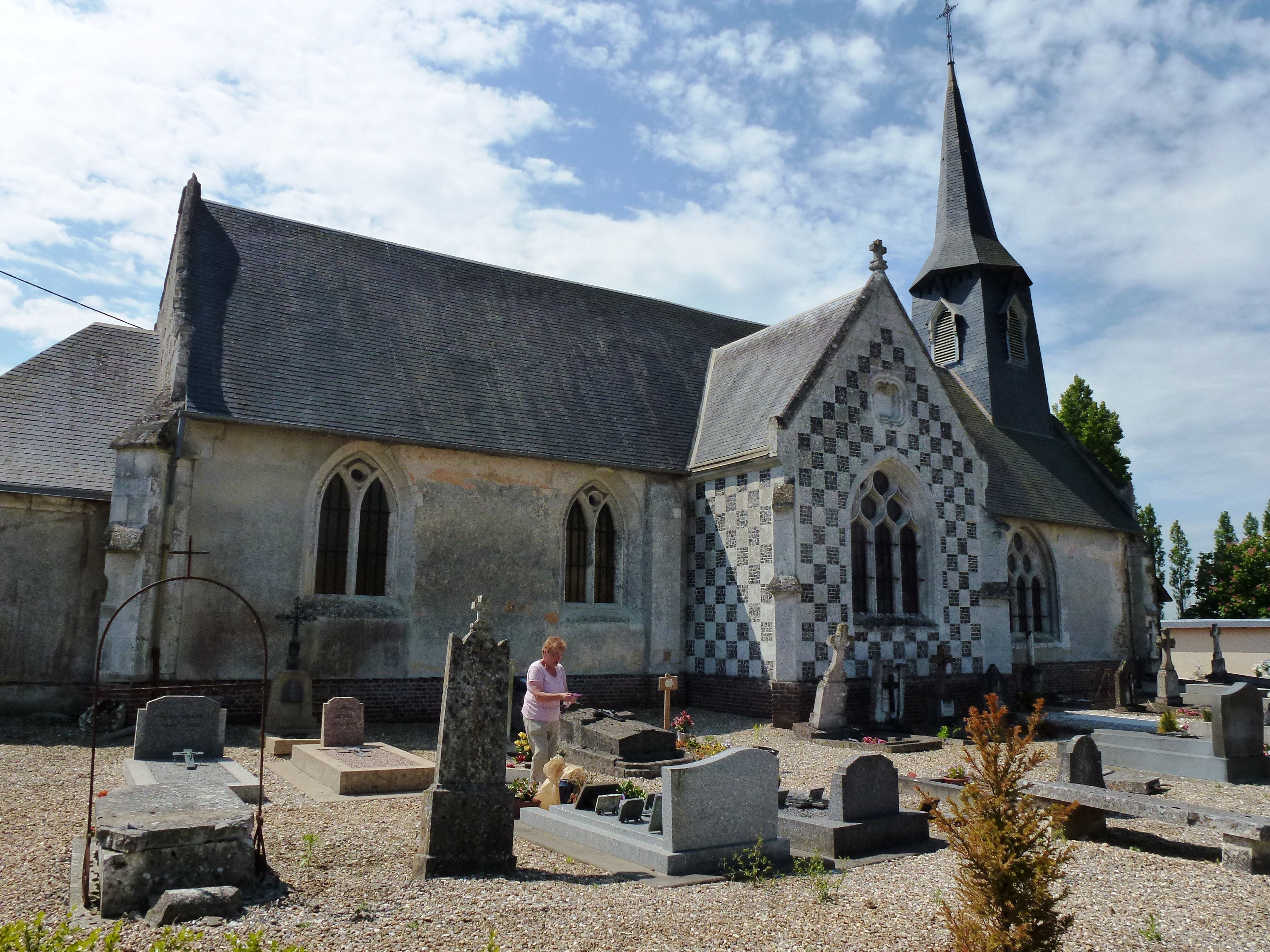
Kirche Saint-Mellian-et-Saint-Maclou

## Persönlichkeiten
- Eugène Vast (1833–1911), Organist und Komponist